# رنس
رَنْس أو الكَالَّة هو جنس من النباتات المزهرة في الفصيلة اللوفية، تحتوي على نوع واحد رَنْس المناقع.

## التوزع
مهده المناطق المعتدلة في نصف الكرة الشمالي في وسط وشرق وشمال أوروبا ( فرنسا والنرويج شرقاً)، شمال آسيا وشمال أمريكا الشمالية ( ألاسكا، كندا، وشمال شرق الولايات المتحدة المتاخمة). 